# Paul Riebensahm
Paul Erich Riebensahm (* 7. September 1880 in Königsberg, Ostpreußen; † 21. März 1971) war ein deutscher Ingenieur, Manager und Hochschullehrer. Er war Vorstandsmitglied der Daimler-Motoren-Gesellschaft (DMG) und lehrte als Professor an der Technischen Hochschule Berlin.

## Leben
Paul Riebensahm war der Sohn des Kaufmanns Gustav Riebensahm und dessen Frau Ida Riebensahm geb. Wilke. Nach dem Besuch des humanistischen Gymnasiums in seiner Geburtsstadt Königsberg studierte er an der Technischen Hochschule (Berlin-)Charlottenburg. Von 1904 bis 1912 arbeitete er als Ingenieur für die Maschinenfabrik Weise & Monski in Halle (Saale). Im Anschluss war er Direktor und Vorstandsmitglied der Fahrzeugfabrik Eisenach. Von 1918 bis 1920 war er für die Daimler-Motoren-Gesellschaft (DMG) in Stuttgart und Berlin und von 1920 bis 1922 für die Neumeyer AG in München tätig. 1922 wurde er an die Technische Hochschule Berlin berufen und im Folgejahr zum ordentlichen Professor ernannt. Er hatte den Lehrstuhl für mechanische Technologie inne; laut Kürschner auch für Betriebssoziologie. Riebensahm war zweimal verheiratet und hatte drei Kinder.
Nach dem Ersten Weltkrieg initiierte Paul Riebensahm als Vorstandsmitglied der DMG die erste deutsche Werkszeitung. Ziel war die Entwicklung einer „gemeinsamen Werksprache“, um das verlorene Vertrauen zwischen Arbeitnehmern und Arbeitgebern wiederzugewinnen und die Kluft zu überwinden. Der Leitsatz „…daß der Mensch nicht um der Arbeit willen da ist, sondern die Arbeit um des Menschen willen“ bildete die tiefe Überzeugung von Riebensahm ab. In Eugen Rosenstock-Huessy als Redakteur fand Riebensahm einen passenden Partner für das Projekt Werkzeitung. Anfangs arbeitete Rosenstock-Huessy inkognito. Die Werkzeitung erschien von 1919 bis August 1920 in 19 Ausgaben und berichtete über aktuelle Themen, die die Arbeit in den Daimler-Werken betrafen, sowie über Themen aus den Bereichen Verkehr und Technik, Kunst und Natur, Architektur, Ökonomie und Politik. Vor allem aber diente die Zeitung der Einbindung der Mitarbeiter in die Verbesserung des Produktionsprozesses. So nahm zum Beispiel der Rationalisierungsexperte Richard Lang zum Thema der Gruppenfabrikation Stellung. Ein halbes Jahr nach der ersten Ausgabe meldete sich ein Arbeiter zu Wort und beklagte Materialverschwendung und zusätzlichen Arbeitsaufwand. Endlich kam es zum Dialog mit den Mitarbeitern. Dieser kann als frühe Form des in Japan begründeten „Kaizen“ betrachtet werden. Im August 1920 fand das Projekt Werkzeitung ein jähes Ende.
Riebensahm widmete sich neuen Aufgaben, zuerst in München, später in Berlin, wo er von 1922 bis 1945 das Institut für Allgemeine mechanische Technologie in der Abteilung für Maschineningenieurwesen der Technischen Hochschule Berlin führte. Bei der Umbenennung zur Technischen Universität Berlin wurde das Institut umbenannt in Institut für Werkstofftechnik in der Fakultät für Maschinenwesen, dem Vorläufer des heutigen Institut für Werkstoffwissenschaften und -technologie in der Fakultät III – Prozesswissenschaften. Riebensahm leitete das Institut von 1945 bis 1954. Er war Mitglied des Vereins Deutscher Ingenieure (VDI).
Die Arbeitsgemeinschaft Wärmebehandlung + Werkstofftechnik e. V. vergibt jährlich den mit 2.000 Euro dotierten Paul-Riebensahm-Preis. Ausgezeichnet werden junge Wissenschaftler im Rahmen des jährlich stattfindenden Härterei-Kongresses, einem Branchentreff für Wärmebehandlung.